# 壊死性潰瘍性歯周炎
壊死性潰瘍性歯周炎（えしせいかいようせいししゅうえん）とは、歯周病の一種である。壊死性潰瘍性歯肉炎が進行し、著しいアタッチメントロス・歯槽骨吸収を示したもの。偽膜の形成・潰瘍の形成・歯肉の壊死・疼痛および強い口臭などが特徴。
急激に発症することが多く、かつては急性壊死性潰瘍性歯周炎と呼ばれたが、慢性に経過する場合もあるために名称が変更された。

## 病態
歯間乳頭と辺縁歯肉における壊死と潰瘍が特徴的である。好発部位は上下顎前歯部および第3大臼歯部の歯間乳頭部。歯間乳頭部は陥凹クレーター状となる、辺縁歯肉は扇状形態を失う。
潰瘍部は白血球、赤血球、フィブリン、壊死組織片、細菌塊などからなる灰白色の偽膜で覆われる。偽膜ははがれやすく、取れてしまうと潰瘍部が露出するため、血が出やすく、食べ物や歯ブラシなどが当たることで痛みも現れる。
軽症の場合は4〜5日で治るが、重症になると病変は歯槽粘膜、扁桃など周囲組織に波及し、発熱、頭痛、倦怠感、所属リンパ節の腫脹などが現れることもある。

## 原因
原因は不明であるが、プラーク等の炎症因子ならびに疲労、ストレス、栄養障害、免疫力低下などの全身的因子が関与すると考えられている。病変部には紡錘菌やスピロヘータなどの異常増殖が見られ、その関与が指摘されている。